# Rinorea keayi
Rinorea keayi là một loài thực vật thuộc họ Violaceae. Loài này có ở Cameroon và Nigeria. Chúng hiện đang bị đe dọa vì mất môi trường sống.